# Karl Christian Behrens
Karl Christian Behrens (* 30. Juni 1907 in Hamburg-Wandsbek; † 19. Oktober 1980 in Berlin) war Professor für Betriebswirtschaftslehre der Freien Universität Berlin. Dort lehrte er 1950 bis 1975 allgemeine Betriebswirtschaftslehre. Seine Fachbücher behandeln die demoskopische Marktforschung, die Absatzwerbung, die Unternehmensstandorte mit ihren Agglomerationseffekten und den Wandel im Handel.

## Leben

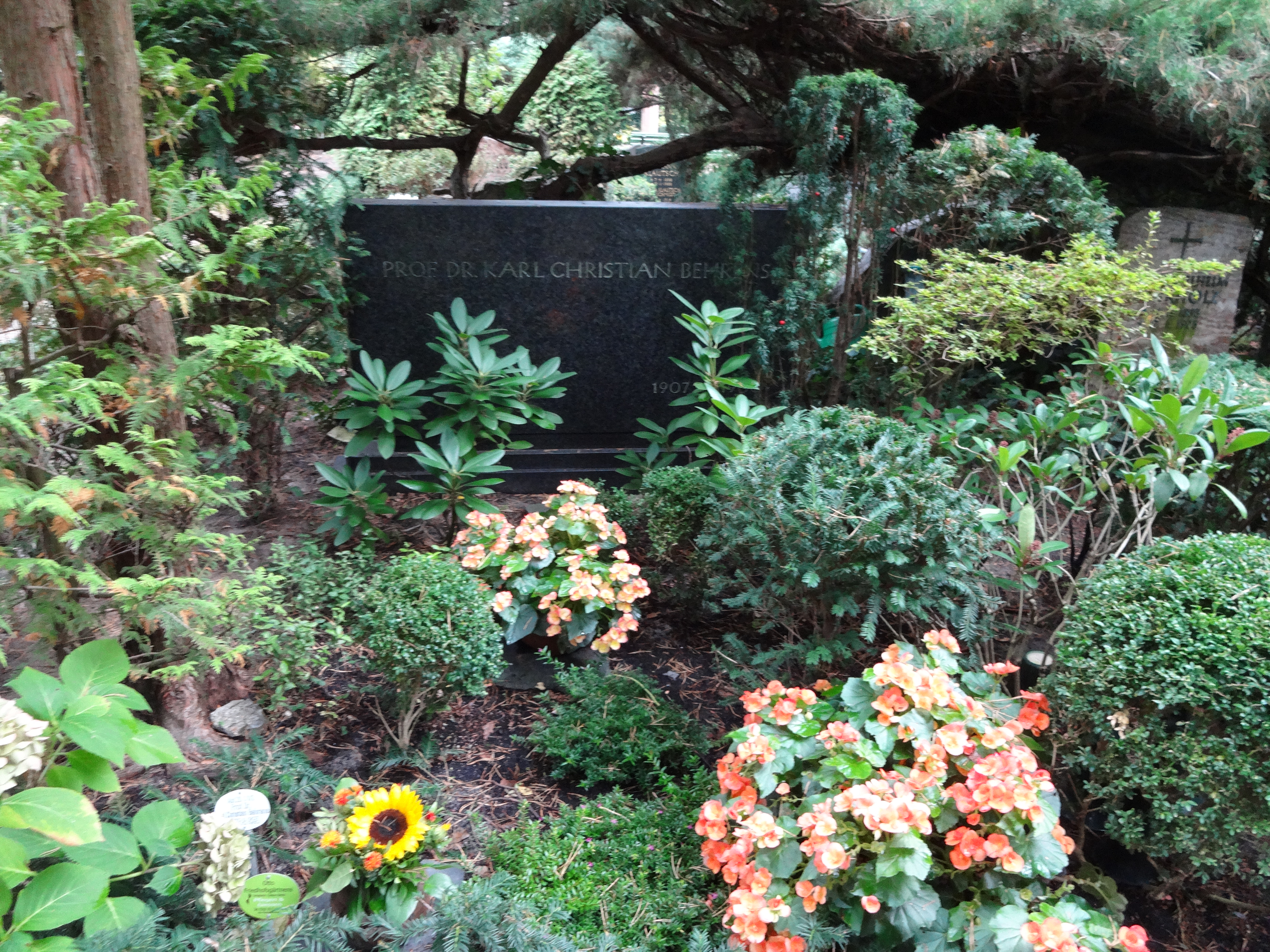
Grabstätte

Behrens trat zum 1. Mai 1933 der NSDAP bei (Mitgliedsnummer 2.320.524). Er wurde in seiner wissenschaftlichen Entwicklung und der von ihm angestrebten Hochschulkarriere stark behindert. Im Wintersemester 1947/48 hielt Behrens Übungen in Rechnungswesen und Betriebswirtschaftslehre an der Humboldt-Universität ab. Behrens war ab 1950 außerordentlicher Professor an der Freien Universität Berlin. Von 1951 bis 1970 war er ordentlicher Professor für allgemeine Betriebswirtschaftslehre sowie Handels- und Marktwirtschaft.
Karl Christian Behrens starb 1980 im Alter von 73 Jahren in Berlin. Seine Grabstätte befindet sich auf dem Waldfriedhof Dahlem.

## Würdigung
Behrens ist in Deutschland ein wichtiger Vertreter der wissenschaftlichen Marktforschung und Werbelehre nach dem Zweiten Weltkrieg.

## Schriften

### Verfasser
- Absatzwerbung. Betriebswirtschaftlicher Verlag Dr. Th. Gabler, Wiesbaden, 2. Auflage 1976. ISBN 978-3-663-18771-4
- Allgemeine Standortbestimmungslehre. Westdeutscher Verlag, Opladen 2. Auflage 1971. ISBN 3-531-11082-9
- Der Standort der Handelsbetriebe. Westdeutscher Verlag, Köln 1965.
- Marktforschung. Betriebswirtschaftlicher Verlag Dr. Th. Gabler, Wiesbaden, 2. Auflage 1966. (Vorläuferbücher: 1961: Demoskopische Marktforschung, 1959: Marktforschung im Sammelwerk Die Wirtschaftswissenschaften).
- Kurze Einführung in die Handelsbetriebslehre. Poeschel 1972. ISBN 3-7910-9045-3.
- Betriebslehre des Außenhandels. Girardet, Essen 1957.

### Herausgeber
- Wandel im Handel. Betriebswirtschaftlicher Verlag Dr. Th. Gabler, Wiesbaden, 2. Auflage 1966.
- Handbuch der Marktforschung. Betriebswirtschaftlicher Verlag Dr. Th. Gabler, Wiesbaden, 1976. ISBN 3-409-99413-0.
- Handbuch der Werbung. Betriebswirtschaftlicher Verlag Dr. Th. Gabler, Wiesbaden, 1970. ISBN 3-409-99302-9.